# Ruschia campestris
Ruschia campestris är en isörtsväxtart som först beskrevs av William John Burchell, och fick sitt nu gällande namn av Schwant. Ruschia campestris ingår i släktet Ruschia och familjen isörtsväxter. Inga underarter finns listade i Catalogue of Life.